# Pannon Cycling Team
Das Pannon Cycling Team war ein ungarisches Radsportteam mit Sitz in Budapest, das von 2018 bis 2019 als UCI Continental Team lizenziert war.

## Bekannte ehemalige Fahrer
- Attila Valter (2018)
- János Pelikán (2019)
- Erik Fetter (2019)

## Erfolge
2018
| Datum    | Rennen                                           | Kat. | Fahrer        |
| -------- | ------------------------------------------------ | ---- | ------------- |
| 28. Juni | Ungarische Meisterschaften, U23-Einzelzeitfahren | CN   | Attila Valter |
| 1. Juli  | Ungarische Meisterschaften, U23-Straßenrennen    | CN   | Attila Valter |

2019
| Datum    | Rennen                              | Kat. | Fahrer        |
| -------- | ----------------------------------- | ---- | ------------- |
| 21. Juli | V4 Special Series Debrecen - Ibrany | 1.2  | János Pelikán |
| 27. Juli | Gemenc Grand Prix II                | 1.2  | János Pelikán |
| 31. Juli | erste Etappe Tour of Serbia         | 2.2  | János Pelikán |

## Platzierungen in der UCI-Weltrangliste
| World Ranking | World Ranking | World Ranking         | World Ranking |
| Jahr          | Teamwertung   | Einzelwertung         |               |
| ------------- | ------------- | --------------------- | ------------- |
| 2018          | —             | Attila Valter (693. ) |               |
| 2019          | 137.          | János Pelikán (500. ) |               |
|               |               |                       |               |
| Quelle: UCI   |               |                       |               |